# أبو فطيرة
أبو فطيرة، هي منطقة من مناطق محافظة مبارك الكبير في دولة الكويت، يحد هذه المنطقة من الشمال الفنيطيس ومن الجنوب العقيلة، يحدها غرباً منطقة مبارك الكبير بينما شرقاً يحدها أبو الحصاني.